# Энола (Арканзас)
Энола (англ. Enola, Arkansas) — город, расположенный в округе Фолкнер (штат Арканзас, США) с населением в 188 человек по статистическим данным переписи 2000 года.

## География
По данным Бюро переписи населения США город Энола имеет общую площадь в 3,88 квадратных километров, водных ресурсов в черте населённого пункта не имеется.
Город Энола расположен на высоте 98 метров над уровнем моря.

## Демография
По данным переписи населения 2000 года в Эноле проживало 188 человек, 58 семей, насчитывалось 72 домашних хозяйств и 79 жилых домов. Средняя плотность населения составляла около 48,2 человек на один квадратный километр. Расовый состав Энолы по данным переписи распределился следующим образом: 99,47 % белых, 0,53 % — других народностей. Испаноговорящие составили 1,06 % от всех жителей города.
Из 72 домашних хозяйств в 34,7 % — воспитывали детей в возрасте до 18 лет, 68,1 % представляли собой совместно проживающие супружеские пары, в 12,5 % семей женщины проживали без мужей, 18,1 % не имели семей. 16,7 % от общего числа семей на момент переписи жили самостоятельно, при этом 11,1 % составили одинокие пожилые люди в возрасте 65 лет и старше. Средний размер домашнего хозяйства составил 2,61 человек, а средний размер семьи — 2,86 человек.
Население города по возрастному диапазону по данным переписи 2000 года распределилось следующим образом: 24,5 % — жители младше 18 лет, 4,8 % — между 18 и 24 годами, 23,9 % — от 25 до 44 лет, 25,0 % — от 45 до 64 лет и 21,8 % — в возрасте 65 лет и старше. Средний возраст жителей составил 42 года. На каждые 100 женщин в Эноле приходилось 88,0 мужчин, при этом на каждые сто женщин 18 лет и старше приходилось 89,3 мужчин также старше 18 лет.
Средний доход на одно домашнее хозяйство в городе составил 40 139 долларов США, а средний доход на одну семью — 41 591 доллар. При этом мужчины имели средний доход в 32 083 долларов США в год против 28 750 долларов среднегодового дохода у женщин. Доход на душу населения в городе составил 20 685 долларов в год. 10,9 % от всего числа семей в округе и 11,8 % от всей численности населения находилось на момент переписи населения за чертой бедности, при этом 16,7 % из них были моложе 18 лет и 17,9 % — в возрасте 65 лет и старше.